# Syrphoctonus papuae
Syrphoctonus papuae är en stekelart som beskrevs av Diller 1982. Syrphoctonus papuae ingår i släktet Syrphoctonus och familjen brokparasitsteklar. Inga underarter finns listade i Catalogue of Life.